# واریانت (زیست‌شناسی)
وردای ژنتیکی، دگرهٔ ژنتیکی یا واریانت (به انگلیسی: variant) در میکروب‌شناسی و ویروس‌شناسی، اصطلاحی است برای توصیف زیرگونه‌ای از یک میکروارگانیسم که از لحاظ ژنتیکی از سویهٔ اصلی متمایز است، اما تفاوت آن به حدی نیست که به عنوان یک سویهٔ مجزا شناخته شود. تمایزی مشابه در گیاه‌شناسی میان انواع مختلف کشت‌شدهٔ یک گونهٔ گیاهی وجود دارد که به آن‌ها رقم گفته می‌شود.
واریانت به طور کلی در زیست‌شناسی به تغییرات ژنتیکی، فنوتیپی یا عملکردی یک جاندار، ژن، یا پروتئین گفته می‌شود که ممکن است به دلیل جهش ژنتیکی، تنوع آللی، یا تغییرات در بیان ژن ایجاد شود.

## انواع واریانت‌ها

### واریانت‌های ژنتیکی
واریانت‌های ژنتیکی به تغییرات در دی‌ان‌ای یک ارگانیسم اشاره دارند. این تغییرات می‌توانند به صورت تک‌نوکلئوتیدی (SNP)، حذف یا اضافه شدن نوکلئوتیدها (InDel) و یا تغییرات کروموزومی باشند.

### واریانت‌های فنوتیپی
واریانت‌های فنوتیپی تغییراتی هستند که در ویژگی‌های ظاهری یا عملکردی یک ارگانیسم مشاهده می‌شوند. این تغییرات می‌توانند ناشی از عوامل ژنتیکی، اپی‌ژنتیک یا محیطی باشند.

## نقش واریانت‌ها در تکامل
واریانت‌های ژنتیکی و فنوتیپی اساس تکامل زیستی هستند. این تغییرات از طریق انتخاب طبیعی، رانش ژنتیکی و سایر مکانیسم‌های تکاملی در جمعیت‌ها انتشار می‌یابند.

## واریانت‌ها و بیماری‌های ژنتیکی
برخی از واریانت‌های ژنتیکی می‌توانند منجر به ایجاد بیماری‌های ژنتیکی شوند. برای مثال، جهش در ژن CFTR باعث بیماری فیبروز سیستیک می‌شود.

## ویروس‌ها

### SARS-CoV-2
در سال ۲۰۱۳ گفته شد که «در جامعهٔ ویروس‌شناسی تعریف پذیرفته‌شده‌ای برای اصطلاحات «سویه»، «دگره» و «ایزوله» وجود ندارد و بیشتر ویروس‌شناسان صرفاً از کاربرد این اصطلاحات توسط یکدیگر تقلید می‌کنند». نبود تعریف دقیق در سال ۲۰۲۰ نیز ادامه یافت؛ در مورد دگرهٔ آلفای سارس کووید ۲ که مربوط به ویروس سارس کووید ۲، وب‌سایت مرکز کنترل و پیشگیری از بیماری ایالات متحده(CDC) بیان می‌کند: «در حال حاضر، در زمینهٔ این دگره، [اصطلاحات "دگره"، "سویه" و "تبار"] عموماً به‌طور مترادف توسط جامعهٔ علمی استفاده می‌شوند».